# Sweet Honey in the Rock
Sweet Honey in the Rock è un gruppo vocale statunitense attivo dal 1973.
Ensemble composto esclusivamente da donne afroamericane, utilizza il canto a cappella, la danza e il linguaggio dei segni come elementi principali degli spettacoli, con un repertorio musicale basato sui canti africani e che spazia dal blues, al gospel, al jazz.